# Vafel-list
Vafel-list je proizvod dobiven pečenjem tekućeg tijesta, srodnog keksu.

Prema strukturi vafel list može biti:
- hrskav ili
- mekan,

a po obliku može biti:
- cjevasti (holipe)
- ravan,
- reljefni,

- ili inih oblika.

Mekani vafel list mora sadržavati najmanje 10% vode u gotovom proizvodu.